# أين جلجامش؟
أين جلجامش؟ (بالإنجليزية: Where Is Gilgamesh)‏ بالكردية السورانية: گێلگامێش لە کوێیە؟) فيلم نوار كردي أمريكي صدر في عام 2024 من تأليف وإنتاج وإخراج المخرج الكردي کارزان کاردۆزی، مستوحى من ملحمة جلجامش.

## قصة الفيلم
تتم سرقة اللوح الخامس من ملحمة جلجامش من أحد المتاحف على يد مجموعة من المهربين. يحاول جوفان، حارس أمن المتحف، استعادة القطعة الأثرية المسروقة ومنع بيعها بشكل غير قانوني في مزاد في لندن. وفي هذه العملية، يتورط مع مجتمع سري يلتزم بالمعتقدات القديمة في بلاد ما بين النهرين والتي يعود تاريخها إلى العصر السومري المبكر.

## الممثلون والأدوار
- بەرزان یونس (گۆڤان/جلجامش)
- گۆران دڵشاد (ئاکام/ إنكيدو)
- ڕاگەش کیژان (ئەڤین/عشتار)
- یاسین عومەر (حاجی هازۆ/خومبابا)
- تەها محەممەد (والد ئەڤین/إنليل)
- شادمان عەزیز (سائق شاحنة/أوتنابيشتيم)

## تصوير الفيلم
تم تصوير الفيلم بطاقم صغير من سبعة أشخاص بميزانية قدرها 9000 دولار، بتمويل وإنتاج المخرج نفسه. استغرق التصوير 29 يومًا بالكامل في السليمانية، إقليم كردستان. تم تصوير العديد من المشاهد داخل متحف السليمانية. يظهر في الفيلم اللوح الخامس المكتشف حديثًا من ملحمة جلجامش، والذي يوجد في المتحف. 

## معرض الصور

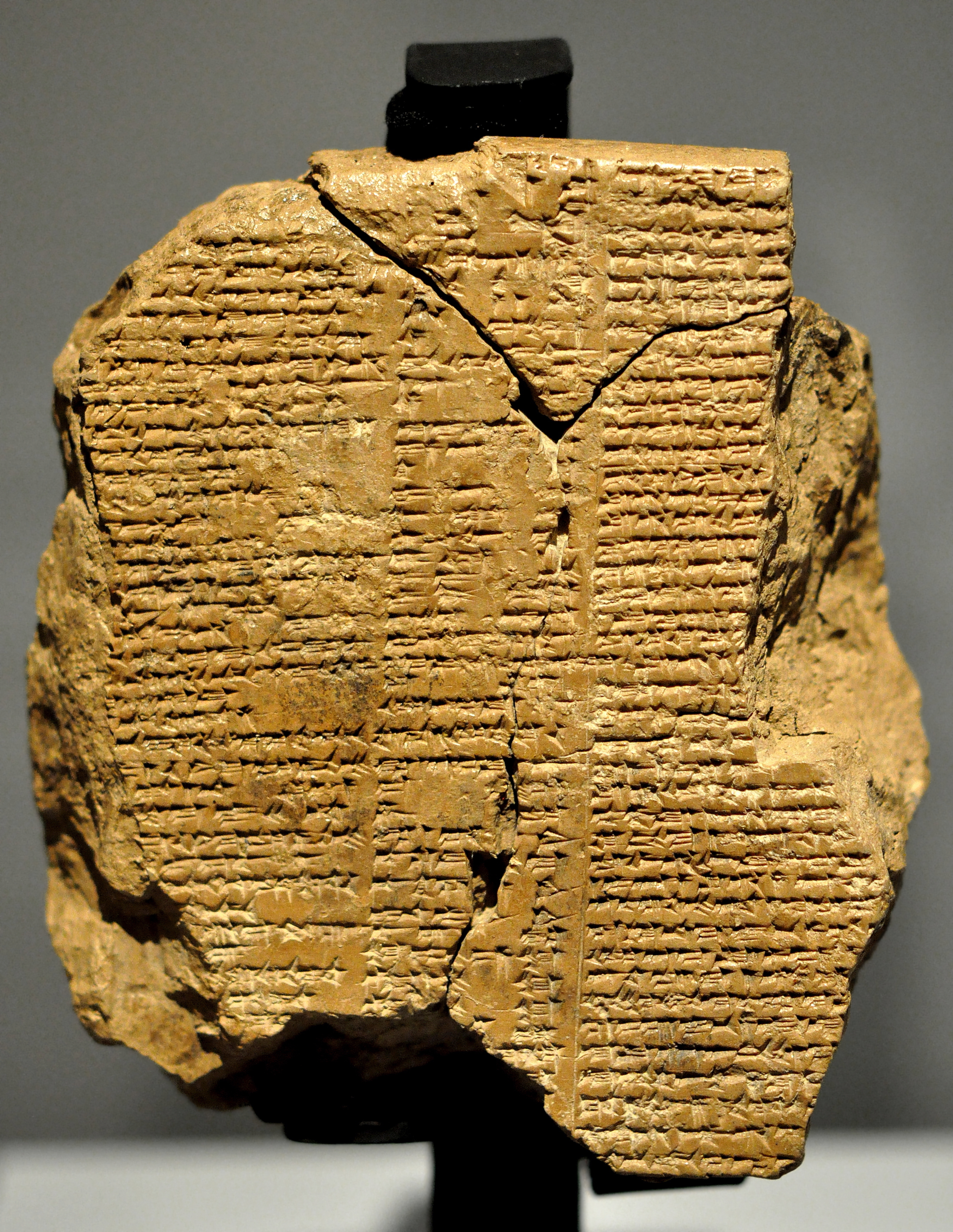
لوجه الأمامي للوح الخامس المكتشف حديثاً من ملحمة جلجامش. يعود تاريخه إلى العصر البابلي القديم (2003-1595 قبل الميلاد) وهو موجود حالياً في متحف السليمانية بالعراق.
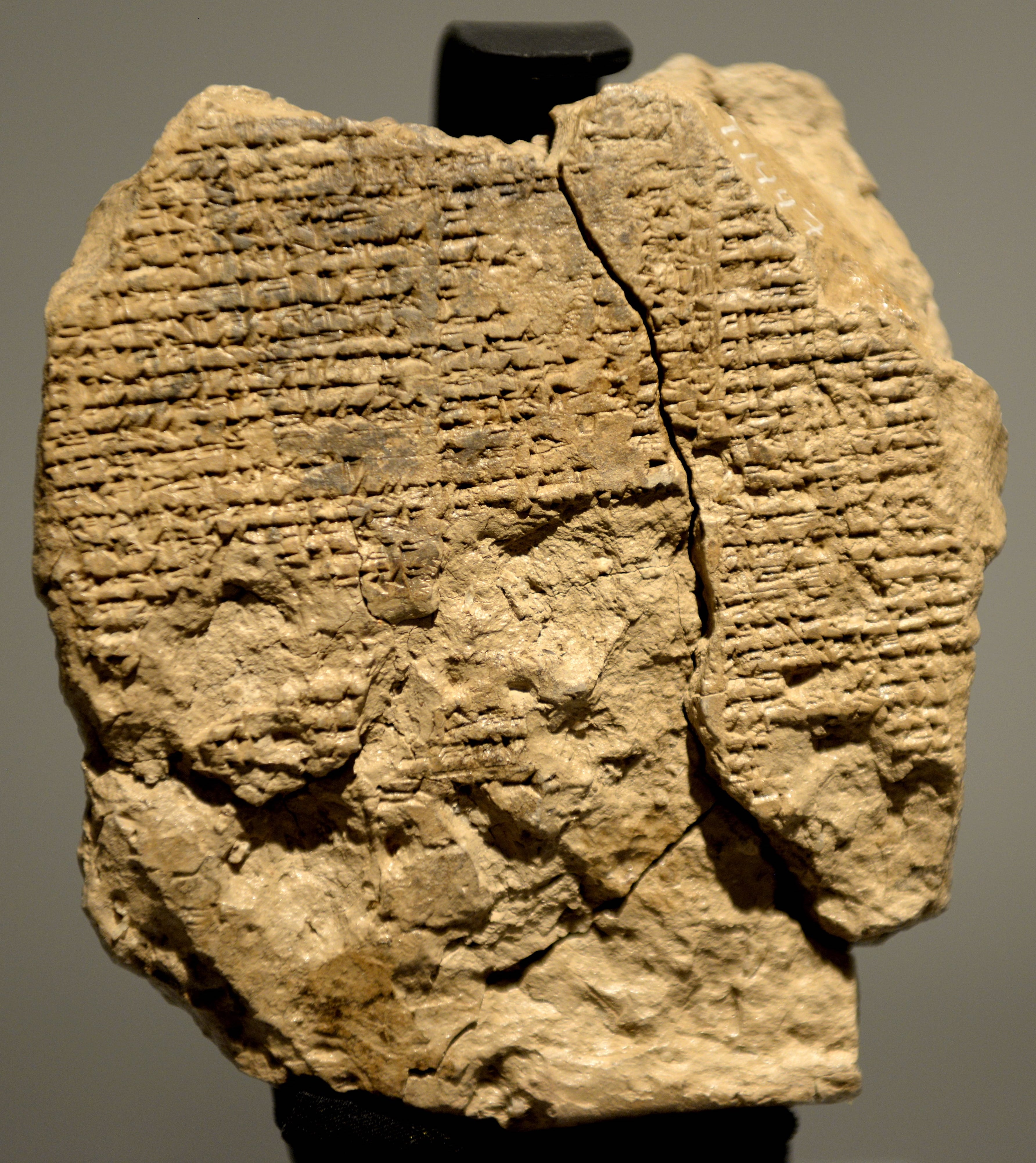
الوجه الخلفي للوح الخامس من ملحمة جلجامش.

## وصلات خارجية
- أين جلجامش؟ على موقع IMDb (الإنجليزية)